# راخي (فلم 2006)
راخي (بالإنجليزية: Rakhi) هو فيلم درامي تابع لقاعدة سينما التيلوجو، الفيلم من إخراج كريشنا ڤازمي وبطولة الممثل (N. T. Rama Rao Jr) رفقة النجمة إليانا دي كروز، هذا الفيلم صدر في القاعات السينمائية يوم 22 من ديسمبر 2006 وهو نفس التوقيت الذي خرجت فيه 250 نسخة على شكل أشرطة فيديو. حصل الفيلم على ردود فعل وتعليقات جيدة وحضي بقبول جماهيري، ولكنه لم يكن ناجحا تجاريا على الرغم من أنه حصل على النقد الإيجابي والشهرة.

## القصة
راماكريشنا أو راخي ( NTR) رجل يطمح إلى أن يصبح عامل في محطة السكك الحديدية مثل والده (شاندرا موهان). وجل اهتمامه الحب، لديه حبيبة تدعى تريبورا (إليانا دي كروز) هي مراسلة في قناة تلفزيونية مهتمة بعرض فضائح العنف الذي يحصل للمرأة في المجتمع الهندي. لذا يعتبر راخي الرجل الحديدي الذي يضرب الرجال الأشرار وكل من يضايق المرأة، كل هذا لكي يرضي حبيبته ليدخل في صراعات مع الشرطة والعصابات والقتل.